# HD 211287
HD 211287，又名BD+07 4834，SAO 127420、HR 8491，是一颗恒星，视星等为6.21，位于銀經70.86，銀緯-38.13，其B1900.0坐标为赤經22h 11m 1s，赤緯+8° -38.13′ 8″。